# Покровский (Знаменский район)
Покровский — посёлок в Знаменском районе Орловской области России. Входит в состав Глотовского сельского поселения.

## География
Посёлок находится в северо-западной части Орловской области, в лесостепной зоне, в пределах центральной части Среднерусской возвышенности, на правом берегу реки Альшанец, на расстоянии примерно 11 километров (по прямой) к юго-западу от села Знаменского, административного центра района.

### Климат
Климат умеренно континентальный, умеренно влажный, с холодной продолжительной зимой и тёплым летом. Среднегодовая температура воздуха — 4,6 °C. Средняя многолетняя температура самого холодного месяца (января) составляет −9,2 °С (абсолютный минимум — −44 °C), средняя температура самого тёплого (июля) — 18,8 °С (абсолютный максимум — 39 °С). Безморозный период длится около 145—150 дней. Среднегодовое количество атмосферных осадков составляет 526 мм, из которых большая часть выпадает в тёплый период. Снежный покров держится в течение 126—130 дней.

### Часовой пояс
Посёлок Покровский, как и вся Орловская область, находится в часовой зоне МСК (московское время). Смещение применяемого времени относительно UTC составляет +3:00.

## Население
| 2010 |
| ---- |
| 1    |

### Национальный состав
Согласно результатам переписи 2002 года, в национальной структуре населения русские составляли 100 % из 3 чел.